# ルヘンゲリ県
ルヘンゲリ県（Ruhengeri）はルワンダを構成していた12の県のうちの一つ。ルワンダ北西部に位置する。2006年に、ルワンダの地方行政区分が再編され、大半が北部州に編入された（一部は西部州に編入）。北にウガンダと、北西にコンゴ民主共和国と国境で接していた。
ルヘンゲリは人口密度が高いことでも有名である。人口は978,100人（2002年現在）で、面積は1,665kmである。ルヘンゲリ県はヴィルンガ山地の南部にあたり、4,507mのカリシンビ山もある。